# Far From The End Of The World
Far From The End Of The World – czwarty minialbum zespołu Masterplan wydany 16 kwietnia 2010.

## Lista utworów
1. "Far From The End Of The World (Single Vers.)"
2. "Lonely Winds Of War"
3. "Far From The End Of The World (Album Vers.)"